# Cantaron
Cantaron település Franciaországban, Alpes-Maritimes megyében. Lakosainak száma 1276 fő (2022. január 1.). Cantaron Blausasc, Châteauneuf-Villevieille, Contes, Drap, Nizza, Tourrette-Levens és La Trinité községekkel határos.

## Népesség
A település népességének változása:
| Lakosok száma | 539  | 956  | 1233 | 1186 | 1357 | 1337 | 1306 | 1300 | 1293 | 1276 |
|               | 1968 | 1982 | 1990 | 2006 | 2013 | 2015 | 2017 | 2019 | 2020 | 2022 |